# La señora de Fátima
La Señora de Fátima és una pel·lícula espanyola dirigida el 1951 per Rafael Gil Álvarez de temàtica religiosa i protagonitzat pels actors Inés Orsini, Fernando Rey i el mexicà Tito Junco.

## Sinopsi
La pel·lícula narra com en 1917 tres joves pastors de la localitat portuguesa de Fàtima van veure una aparició mariana.

## Repartiment
- Inés Orsini - Lucía Abóbora (Lúcia de Jesus dos Santos)
- Fernando Rey - Lorenzo Duarte
- Tito Junco - Oliveira
- José María Lado - Antonio Abóbora
- María Dulce - Jacinta (Jacinta Marto)
- Eugenio Domingo - Francisco (Francisco Marto)
- Antonia Plana - María Rosa
- Julia Caba Alba - Olimpia
- Félix Fernández - Marto
- Rafael Bardem - Padre Manuel
- Fernando Sancho - Comunista 1
- Juan Espantaleón - Governador
- Mario Berriatúa - Manuel
- Antonio Riquelme - Carballo
- Milagros Leal
- Erico Braga
- Camino Garrigó
- Julia Delgado Caro
- Francisco Bernal
- Adriano Domínguez
- Ramón Elías
- Salvador Soler Marí
- Adela Carboné
- Matilde Muñoz Sampedro - Andrea
- Concha López Silva
- Dolors Bremón
- María Rosa Salgado - Helena
- José Nieto - Pelegrí
- Pepito Maturana - Noi
- José Prada
- Luis Pérez de León
- Ángel Álvarez

## Premis
Medalles del Cercle d'Escriptors Cinematogràfics de 1951
| Categoria                      | Persona    | Resultat  |
| ------------------------------ | ---------- | --------- |
| Premi especial al millor actor | Jose Nieto | Guanyador |

La pel·lícula va aconseguir un premi econòmic de 500.000 ptes, als premis del Sindicat Nacional de l'Espectacle de 1951.